# Советский район (Казань)
Советский район (тат. Совет районы) — один из семи районов в городе Казань.

## История
Образован в 1935 году как Молотовский район путём выделения из восточной части Бауманского района. В него вошла территория восточнее улиц Кооперативная, Бутлерова и Толстого, а также селения Аметьево и Горки. В 1942 году часть района южнее улиц Достоевского–Ленина–Свердлова вошла в состав новообразованного Свердловского района; примерно в то же время к району отошла часть Бауманского района между участками улиц Профсоюзная, Университетская, Лобачевского, Театральная, Большая Красная и улицей Куйбышева. В 1956 году к району присоединена часть упразднённого Свердловского района (посёлок Калуга и часть центра города).
В октябре 1957 года район переименован в Советский. В 1973 году западная часть района отошла к новообразованному Вахитовскому району.

## Общие сведения
Занимает северо-восточную и восточную часть города и является самым большим по численности населения.
На территории района расположен один из трёх самых крупных в городе и самый поздний среди них по времени сооружения (1990-е) «спальный» район Азино (юго-восточная часть района). Кроме того в районе располагаются жилые массивы вдоль Сибирского тракта и на Арских полях, территориях микрорайонов Танкодром, А. Кутуя, крупный посёлок-эксклав Дербышки и несколько других периферийных посёлков, в том числе включённые в городскую черту Казани в 1998 и 2004 годах, а также несколько крупных промышленных предприятий с промзонами.
В районе продолжается уплотнение существующих и строительство новых «спальных» микрорайонов массовой жилой застройки — «Казань - XXI век» (бывший Взлётный на месте старого аэропорта), Кулон-строй и других. Согласно генеральному плану развития города, планируется реновация промзоны в жилые кварталы вдоль улиц Гвардейской, Аделя Кутуя и Родины (юго-западная часть района). Также планируется сооружение, на вновь присоединённых к городу (в 2004) неиспользовавшихся территориях не меньшего, чем Азино, нового «спального» района массовой многоэтажной застройки Заноксинский — Новое Азино (восточнее Азино и посёлка Вознесенское).

## Население
| 1939     | 1940     | 1959     | 1970     | 1979     | 1989     | 2002     |
| -------- | -------- | -------- | -------- | -------- | -------- | -------- |
| 129 057  | ↗133 400 | ↗155 392 | ↗225 252 | ↘164 852 | ↘163 676 | ↗240 374 |
| 2003     | 2004     | 2005     | 2006     | 2007     | 2009     | 2010     |
| ↘240 100 | ↗248 100 | ↗261 085 | ↗263 728 | ↗266 123 | ↗272 802 | ↗275 514 |
| 2012     | 2013     | 2014     | 2015     | 2016     | 2017     | 2018     |
| ↗286 282 | ↗293 011 | ↗297 198 | ↗301 618 | ↗305 531 | ↗311 023 | ↗316 869 |
| 2019     | 2020     | 2021     | 2023     |          |          |          |
| ↗320 659 | ↘320 479 | ↗336 927 | ↗338 309 |          |          |          |

## Руководители

### Первые секретари райкома РКП(б)/ВКП(б)/КПСС[30]
- Биктагиров, Аскар Тагирович (август 1935 - апрель 1936)
- Хисамов, Гариф Хисамович (май 1936 - июнь 1937)
- Клочков, Никита Николаевич (июнь 1937 - октябрь 1937)
- Аипов, Умяр Хасанович[тат.] (декабрь 1937 - июль 1938)
- Палагин, Иван Илларионович (июль 1938 - март 1940)
- Прокофьев, Сергей Евгеньевич (март 1940 - декабрь 1940)
- Мексина, Бронислава Марковна (январь 1941 - март 1948)
- Сагдеев, Зиннур Загирович (март 1948 - август 1948)
- Калмыкова, Клавдия Александровна (август 1948 - июнь 1953)
- Булатов, Хазий Бахтеевич (июль 1953 - ноябрь 1958)
- Сафин, Гумар Загидович (ноябрь 1958 - октябрь 1963)
- Ташбулатов, Ильдар Абдуллович (октябрь 1963 - сентябрь 1967)
- Замарянов, Владимир Геннадьевич (октябрь 1967 - декабрь 1970)
- Миндубаев, Адип Сахипович (декабрь 1970 - апрель 1973)
- Шуртыгин, Анатолий Александрович (апрель 1973 - декабрь 1985)
- Гареев, Раис Петрович (декабрь 1985 - ноябрь 1988)
- Исхаков, Камиль Шамильевич (декабрь 1988 - ноябрь 1989)
- Камалеев, Альберт Асхарович (декабрь 1989 - ноябрь 1990)
- Фахрутдинов, Альберт Шамилович (ноябрь 1990 - ноябрь 1991)